# Mercado de pulgas de Montsoreau
El mercado de pulgas de Montsoreau o las pulgas de Montsoreau (en francés: le marché aux puces de Montsoreau o Les puces de Montsoreau) es el mercado de pulgas más grande del Valle del Loira, que se lleva a cabo durante todo el año el segundo domingo del mes. Montsoreau es una pequeña ciudad francesa que lleva el nombre del monte Soreau en el que se construye el famoso castillo de Montsoreau, el único castillo del valle del Loira que se construyó en el lecho del río Loira. Montsoreau figura entre los pueblos más bellos de Francia, y tanto el pueblo como el castillo forman parte del patrimonio mundial de la UNESCO del valle del Loira. El mercado de pulgas de Montsoreau incluye todo el año un centenar de comerciantes profesionales y está ubicado en el distrito de Vieux Port, a orillas del río Loira.

## Historia
Montsoreau es un sitio declarado Patrimonio de la Humanidad por la UNESCO ubicado en el valle del Loira, y también se encuentra entre los pueblos más bellos de Francia. El mercado de pulgas de Montsoreau fue creado en abril de 1990 por el municipio de Montsoreau para desarrollar el comercio y el turismo de esta pequeña ciudad y aprovechar al máximo el paisaje de la ciudad. La ciudad de Montsoreau confió en una red local de anticuarios para definir la periodicidad (una vez al mes, el segundo domingo) y la identidad del evento. La organización del mercadillo aún se basa hoy en los anticuarios y elegidos de la aldea, una de sus características es reunir a los vendedores de segunda mano y anticuarios a las 5.30 a. m. de la mañana del evento, y determinar por sorteo  sus puestos disponibles en los muelles del Vieux Port.

## Sello de calidad Francia-Europa Antigüedades
El mercado de pulgas de Montsoreau ha recibido en 2006 el Sello de Calidad Francia-Europa Antigüedades, y es uno de los 52 eventos etiquetados en Europa. Este sello es emitido por el SNCAO-GA (Sindicato Nacional de Antigüedades, Galerías de Arte moderno y Contemporáneo) y se deposita en el INPI (Instituto Nacional de la Propiedad Intelectual) y la OMPI (Organización Mundial de la Propiedad Intelectual) en Ginebra.

## Asistencia
El evento se benefició de su imagen de autenticidad de los bienes, su entorno directo de los paisajes del Valle del Loira, así como la notoriedad de su castillo para garantizar de manera inmediata, desde los años 90, la asistencia de 4000 visitantes por evento. En 2011, la asistencia se estabiliza entre 6.000 y 10.000 visitantes por evento, y hoy en día supera los 10.000 visitantes.

## El plus de las pulgas
Veinte profesionales del arte y la artesanía se reunieron para ofrecer sus servicios durante el mercadillo de Montsoreau. Estos profesionales pueden restaurar objetos vendidos por anticuarios, pero también ofrecer sus creaciones o proyectos personalizados. Afectan a todas las áreas dedicadas a las artes y oficios, y están especializados en restauración, diseño de interiores o decoración.